# Tommaso Vailatti
Tommaso Vailatti (ur. 1 lutego 1986 w Venaria Reale) – włoski piłkarz, występujący na pozycji pomocnika.
Vailatti karierę rozpoczynał w Torino FC, w wieku 6 lat. W pierwszej drużynie tego klubu zadebiutował w 2004 roku, kiedy grała ona w Serie B. Łącznie w całym sezonie rozegrał 10 spotkań w lidze. W następnym zaliczył trzynaście występów, a dodatkowo zdobył bramkę w pojedynku z U.S. Cremonese. Na koniec sezonu ekipa Granata zajęła trzecie miejsce w drugiej lidze i po barażach awansowała do Serie A. Vailatti pozostał jednak w Serie B, gdyż postanowiono go wypożyczyć do Vicenzy Calcio. W sezonie 2007/08 powrócił do macierzystego klubu. 22 sierpnia 2007 zaliczył debiut w Serie A, w spotkaniu przeciwko S.S. Lazio, zremisowanym 2-2. Nie mogąc się jednak przebić do pierwszej jedenastki drużyny ze stadionu Stadio Olimpico di Torino, powędrował na wypożyczenie do AS Livorno. Podobnie jak w Torino, nie zdołał wywalczyć sobie miejsca w pierwszym składzie, a jego nowa drużyna po zajęciu ostatniego miejsca, pożegnała się z pierwszą ligą.